# Hesperoptenus
Hesperoptenus là một chi động vật có vú trong họ Dơi muỗi, bộ Dơi. Chi này được Peters miêu tả năm 1868. Loài điển hình của chi này là Vesperus (Hesperoptenus) doriae Peters, 1868.

## Các loài
Chi này gồm các loài: